# 카메라 루시다

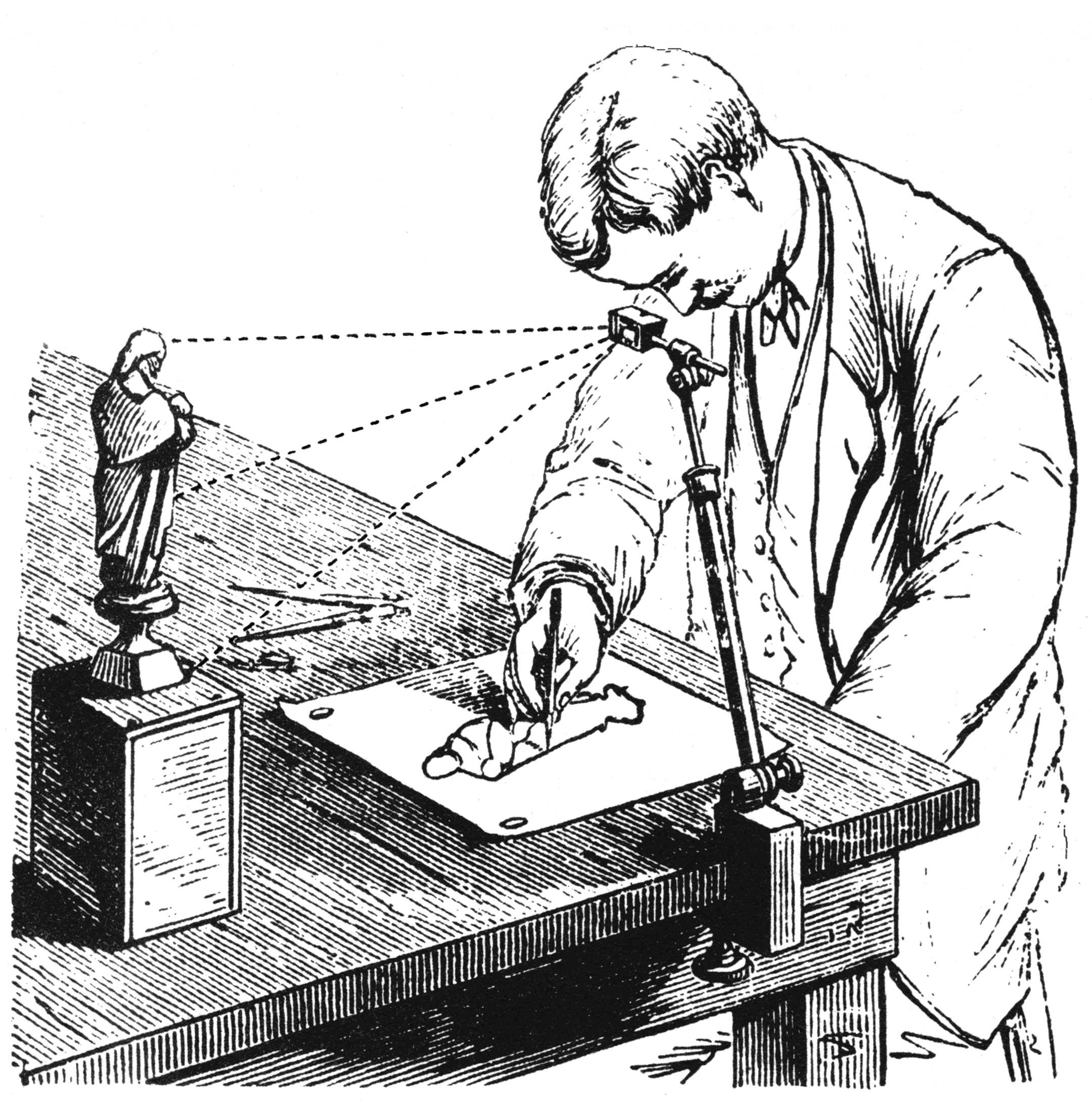
카메라 루시다를 사용하는 모습

카메라 루시다(camera lucida), 반투명이사기, 현미묘화장치는 예술가와 현미경 전문가가 그리기 도구로 사용하는 광학 장치이다.
카메라 루시다는 보고 있는 대상의 광학적 중첩을 예술가가 그리는 표면에 투사한다. 작가는 사진의 이중 노출처럼 장면과 그림 표면을 동시에 본다. 이를 통해 아티스트는 그림 표면에 장면의 주요 지점을 복제할 수 있으므로 원근감을 정확하게 렌더링하는 데 도움이 된다.

## 역사
카메라 루시다는 1806년 영국의 화학자 윌리엄 하이드 울러스턴에 의해 특허를 받았다.
기본 광학은 200년 전 독일의 천문학자 요하네스 케플러가 그의 저서 "Dioptrice"(1611)에서 기술했지만, 그나 그의 동시대 사람들이 작동하는 카메라 루시다를 만들었다는 증거는 없다. 19세기에 이르러 케플러의 설명은 망각되었고, 따라서 울라스턴의 주장은 결코 이의를 제기받지 못했다. "카메라 루시다"(카메라 옵스쿠라 "어두운 방"과 반대되는 라틴어 "밝은 방")라는 용어는 울러스턴의 것이다.

## 같이 보기
- 카메라 옵스쿠라
- 페퍼의 유령